# Stephen Schwartz
Stephen Lawrence Schwartz (n. 6 de marzo de 1948) es un letrista y compositor de musicales estadounidense. En una carrera que abarca más de cuatro décadas, Schwartz ha escrito éxitos musicales tales como Godspell (1971), Pippin (1972) y Wicked (2003). También ha contribuido con el guion de una serie de películas de éxito, entre ellos Pocahontas (1995), El jorobado de Notre Dame (1996), Pipi Calzaslargas (1997), El príncipe de Egipto (1998, letra y música) y Enchanted (2007). Schwartz ha ganado el Drama Desk Award for Outstanding Lyrics (Premio Drama Desk al mejor guion), tres Premios Grammy (industria musical), tres Premios Óscar y ha sido nominado para seis premios Tony (industria teatral).

## Primeros años y educación
Schwartz nació en Nueva York, en seno de una familia judía, hijo de Sheila Lorna (née Siegal), una maestra, y Stanley Leonard Schwartz, quien trabajó en el negocio. Se crio en el Williston Park, en el área del Condado de Nassau, Nueva York , donde se graduó de la Escuela Mineola High en 1964. Él también estudió piano y composición en la Escuela Juilliard mientras asistía a la escuela secundaria. Schwartz se graduó de la Universidad Carnegie Mellon en 1968 con un BFA en teatro (Bachelor of Fine Arts, Licenciatura en Bellas Artes, específicamente como Profesor de Teatro).

## Inicios de su carrera
A su regreso a Nueva York, Schwartz fue a trabajar como productor para el sello RCA, pero poco después comenzó a trabajar en el teatro en Broadway. Se le pidió que fuera el director musical de la primera ópera rock americano "La supervivencia de Santa Juana". Fue reconocido como el productor del álbum doble de la banda sonora con el Smoke Rise grupo de rock progresivo en los estudios de Paramount. Su primer gran crédito fue el tema principal de los juegos "Las mariposas son libres", la canción fue utilizada eventualmente en la versión de la película también.
En 1971, él escribió la música y la letra de nuevas versiones de su musical "Godspell"con los que ganó dos premios Grammy. Ganó junto a Leonard Bernstein un premio por el guion en Inglés y Literatura en la "Misa" de Bernstein, que se inauguró en el Centro Kennedy para las Artes Escénicas en Washington, DC. En 1972, su disco larga duración "Pippin" se estrenó en Broadway. Schwartz había comenzado a escribir canciones para este musical en la universidad, aunque finalmente no las utilizó. 
Dos años después del debut de "Pippin" Schwartz escribió "The Magic Show", que llegó casi a las 2.000 actuaciones. A mediados de 1974, a los 26 años, Schwartz tenía tres exitosos musicales en cartelera en Nueva York simultáneamente. Luego siguió, en 1976, con "La mujer del panadero". La presentó en una gira fuera de Broadway (out-of-town tryout) y nuncá se estrenó ahí. Este álbum alcanzó un estatus de culto que lo llevó a hacerse más famoso y a hacer nuevas producciones, incluyendo una en Londres dirigida por Trevor Nunn en 1990. En 2005, hizo una producción muy aclamada en la Paper Mill Playhouse de Nueva Jersey.
En 1978, Schwartz dirigió y compuso cuatro canciones de un musical en el que actuaba Studs Terkel. Ganó el Drama Desk Award como mejor director. Él también codirigió la producción de la serie de televisión "American Playhouse" que se transmitió en la televisión pública estadounidense PBS. En 1977, escribió un libro para niños llamado "The Perfect Peach" . En la década de 1980 compuso canciones para un acto musical para niños "El viaje" que 20 años después fue revisada, ampliada y producida como "Capitán Louise". También compuso la música para tres de las canciones del Off-Broadway revue Contactos con la letra de Charles Strouse music's para el musical "Rags".

## Carrera posterior
En 1991, Schwartz escribió la música y letra para el musical Los hijos de Edén . Luego comenzó a trabajar en el cine, colaborando con el compositor Alan Menken en las calificaciones de las películas animadas de Disney Pocahontas (1995), por la cual recibió dos premios de la Academia, El jorobado de Notre Dame (1996), y Pippi Calzaslargas (1997). Él también proporcionó canciones para DreamWorks primera película de animación ' El príncipe de Egipto (1998), ganar otro Oscar por la canción When You Believe . Él escribió la música y la letra de la televisión musical original, Geppetto (2000), visto en El maravilloso mundo de Disney. Una adaptación teatral de esta obra se estrenó en junio de 2006 en el Teatro Coterie en Kansas City, Misuri , y fue titulada Geppetto y del Hijo, y ahora se conoce como. Pinocho de Disney Mi Hijo: Historia Musical de Geppetto. Una versión creada para jóvenes intérpretes, titulada Geppetto & Son, Jr. tuvo su estreno mundial el 17 de julio de 2009 en el Teatro Lírico en Stuart, Florida . Fue presentado por el StarStruck Performing Arts Center.
En 2003, Schwartz regresó a Broadway, como compositor y letrista de Wicked , un musical basado en la novela Wicked: The Life and Times de la Malvada Bruja del Oeste , que cuenta la historia de las Oz caracteres desde el punto de vista de la brujas. Schwartz ganó un premio Grammy por su trabajo como compositor y letrista y productor de Wicked 's disco de la obra. El 23 de marzo de 2006, la producción de Broadway de Wicked superó la marca de 1000 performances, por lo que Schwartz se convirtió en uno de los cuatro compositores (los otros tres son Andrew Lloyd Webber, Jerry Herman y Richard Rodgers) en tener tres shows durante tanto tiempo en Broadway (los otros dos fueron Pippin y El Show de Magia). En 2007, Schwartz se unió Jerry Herman como uno de los dos únicos compositores / letristas en tener tres shows que ejecutaron más de 1.500 actuaciones en Broadway.
Después de Wicked, Schwartz fue aprovechado para contribuir música y letras para un nuevo musical que fue el encargado de celebrar el bicentenario del nacimiento de Hans Christian Andersen. La producción, titulada Mit Eventyr o "Mi cuento de hadas", se estrenó en el Teatro Gladsaxe en Copenhague en el otoño de 2005. El estreno americano de "Mi cuento de hadas" se llevó a cabo en el verano de 2011 en el Theatrefest PCPA de California y fue dirigido por el hijo de Schwartz del compositor Scott.
Schwartz regresó a Hollywood en 2007 y escribió la letra de la exitosa película de Disney Enchanted, de nuevo en colaboración con Menken. Tres canciones de la película "Happy Working Song", "que es cómo usted sabe", y "So Close", fueron nominadas para el premio de la Academia a la Mejor Canción Original. También ha escrito la canción para el Playhouse Disney espectáculo Johnny and the Sprites, protagonizada por John Tartaglia. Un proyecto reciente es la música incidental para la adaptación de su hijo Scott Schwartz de Willa Cather 's My Ántonia .
En 2008, Applause Books Teatro y Cine publicó la primera biografía de Schwartz titulada Defying Gravity, de Carol de Giere. El libro es una visión integral de su carrera y su vida, y también incluye secciones sobre cómo escribir para el teatro musical.
En cuanto al mundo del pop en 2009, Schwartz ha colaborado con John Ondrasik por escrito dos canciones en el Five for Fighting álbum Slice , la pista del título, así como "Por encima de la Timberline". Ondrasik se familiarizó con Schwartz basada en el afecto de su hija para, y repitió la asistencia a las actuaciones de, el musical Wicked.
En septiembre de 2011, el Teatro Northlight en Chicago estrenó nuevo musical de Schwartz, instantáneas que tiene múnsica y letra de Schwartz, libro de David Stern, y fue dirigida por Ken Sawyer. Se mezclan juntos "algo de la música más queridos cn algunos ae los aerdaderamente maravillosas joyas menos conocidas de lalnombrado compositor de Broadway".
El 22 de marzo de 2012, el Coro San Francisco de Hombres Gay lanzó "Testimonio", compuesta por Schwartz con letras tomadas de presentaciones a Dan Savage 's It Gets Better proyecto.

## Premios y nominaciones
Schwartz ha ganado muchos premios importantes en su campo, incluyendo tres premios Oscar, Grammys cuatro, cuatro premios Drama Desk, un Premio Globo de Oro , el premio Richard Rodgers a la Excelencia en Teatro Musical y quien se describe como "pequeño puñado de trofeos de tenis".
Ha recibido seis premios Tony nominaciones, para Wicked, Pippin, y Godspell, música / letra, Rags, letras de canciones,. y de Trabajo, música / letra de las reservas.
En abril de 2008, Schwartz recibió una estrella en el Paseo de la fama de Hollywood. En 2009, fue admitido en el Salón de la Fama de los Compositores. También en 2009 fue exaltado al Salón de la Fama del American Theatre. La ceremonia tuvo lugar en la noche del 25 de enero de 2010.
Premios Óscar
| Año  | Categoría                                         | Película                        | Resultado |
| ---- | ------------------------------------------------- | ------------------------------- | --------- |
| 1996 | Óscar a la mejor banda sonora - Comedia o musical | Pocahontas                      | Ganador   |
| 1997 | Óscar a la mejor banda sonora - Comedia o musical | El jorobado de Notre Dame       | Nominado  |
| 1999 | Mejor canción original                            | El príncipe de Egipto           | Ganador   |
| 2008 | Mejor canción original                            | Happy Working Song - Enchanted  | Nominado  |
| 2008 | Mejor canción original                            | So Close - Enchanted            | Nominado  |
| 2008 | Mejor canción original                            | That’s How You Know - Enchanted | Nominado  |

## Vida personal
Schwartz se casó con Carole Piasecki el 6 de junio de 1969. Tienen dos hijos, Jessica y Scott.

## Principales obras

### Teatro
- Las mariposas son libres (1969) canción del título (obra de teatro y película).
- Godspell (1971) compositor, letrista.
- Mass (1971) English textos (en colaboración con Leonard Bernstein).
- Pippin (1972) compositor, letrista.
- The Magic Show (1974) compositor, letrista.
- La mujer del panadero (1976) compositor, letrista.
- Working (1978) la adaptación, dirección, compositor, letrista de canciones de 4.
- Personals (1985) compositor de 3 temas.
- The Trip (1986) espectáculo para niños - compositor, letrista.
- Rags (1986) letrista.
- Children of Eden (1991) compositor, letrista.
- Der Glöckner von Notre Dame (1999 Berlín) letrista de Alan Menken (versión teatral de Disney, El jorobado de Notre Dame ), Michael Kunze tradujo las letras en alemán.
- Wicked (2003) compositor, letrista.
- Tiruvasakam - 2005 traducción al Inglés de los versículos del himno en Tamil Señor Siva por Manickavasagar; compositor indio Ilaiyaraaja escribió la música.
- Snapshots (2005)
- El capitán Louie (2005)
- Mit Eventyr – My Fairy Tale (2005) (6 contribuyeron canciones).
- Séance on a Wet Afternoon (2009), ópera.
- Houdini (2013/2014)

## Grabaciones
- Reluctant Pilgrim (1997)
- Uncharted Territory (2001)

### Libros
- The Perfect Peach (1977) libro infantil.
- Defying Gravity (2008) Biografía .

### Cine
- Godspell (1973) compositor, letrista.
- Pocahontas (1995) letrista.
- El jorobado de Notre Dame (1996) letrista.
- Pipi Calzaslargas (1997) letrista.
- El príncipe de Egipto (1998) compositor, letrista.
- Enchanted (2007) letrista.
- Wicked (2024) compositor

### Televisión
- Working , director.
- Geppetto (2000) compositor, letrista.
- Johnny y las hadas (2005) theme song.

## Coral
- The Chanukah Song (We are Lights)
- Kéramos
- Testimony (2012)